# MC Cabelinho
Victor Hugo Oliveira do Nascimento (Rio de Janeiro, 28 de janeiro de 1996), mais conhecido como MC Cabelinho, é um cantor, compositor e ator brasileiro. Em 2019, estreou na atuação interpretando Farula, na telenovela Amor de Mãe.
Cabelinho é um dos representantes do rap e do funk carioca. Fez parte do projeto “Poesia Acústica”, estando presente em 4 das 16 faixas. Possui diversos feats com grandes nomes da música brasileira como Ludmilla, Gloria Groove, Belo, Xamã, Djonga e Anitta.

## Início da vida
Victor Hugo Oliveiro do Nascimento nasceu em 28 de janeiro de 1996. Foi criado no conjunto de favelas carioca do Cantagalo-Pavão-Pavãozinho em Copacabana, região sul da cidade do Rio de Janeiro.
Já trabalhou de estoquista em shopping, montou persianas, ajudou um tio a limpar oficina de carros e outro a vender papel de presente em final de ano em Copacabana. Cantava na igreja e trabalhava a onde dava, pois tinha que fazer dinheiro pra ajudar a família. Não foi muito bem no colégio, parando de estudar no primeiro ano do ensino médio. Posteriormente afirmou que pretende concluir os estudos, e "um dia fazer uma faculdade de Literatura ou Música".
Recebeu o apelido de Cabelinho aos 15 anos, quando começou a cantar, por sempre usar o cabelo arrepiado e descolorido.

## Carreira

### 2016–2019: Início de carreira musical eAmor de Mãe
Iniciou a carreira em 2016, Victor Hugo Oliveira do Nascimento se tornou o Cabelinho aos 15 anos, quando começou a cantar.
Em 2016, lançou os singles autorais “16 Tá Aí” e “Voz do Coração”. Em 2017 lançou os singles “Toda Hora” e “Zona Sul”. Em 2018 lançou seu primeiro álbum “Minha raiz”, que contou com as participações de MC Orelha na faixa-título, DJ Mibi em “Fé pra Tudo, Moço”, Batutinha em “Zona Sul”, entre outros.
Em 2019, estreou como ator na telenovela Amor de Mãe, exibida pela TV Globo, no papel do personagem Diogo Barreto, o MC Farula. Nesse mesmo ano gravou com a cantora Anitta o single “Até o céu”, de sua autoria com a própria Anitta, Pablo Bispo, Ruxell e Sergio Santos. Em 2020 lançou o álbum “Ainda”, com 13 faixas autorais.

### 2021–presente:Little HaireLittle Love
Em 2021 lançou o álbum Little Hair, com 17 faixas e participações de Orochi e Dallass em “Cabaré”, L7nnon, Filipe Ret e Dallass em “Eu Sou o Trem”, entre outros convidados. Nesse mesmo ano lançou o EP Coro com Coça, com cinco faixas autorais e participação de Kevin O Chris na faixa-título, MC Dricka em “Já Era Tarde”, entre outros.
Em 2022 lançou o álbum Little Love, com 13 faixas autorais e participações especiais de Bairro 13 em “Valho Nada”, Baco Exu do Blues e Delacruz em “Intenção”, Ludmilla em “Tanto Faz”, Gloria Groove em “Nossa Música”. Little Love emplacou 11 das 13 faixas no Top 50 Brasil do Spotify e o lançamento foi considerado a sexta maior estreia geral de um álbum da plataforma no país e a melhor estreia de um álbum de rap da história do Spotify Brasil, com 5,4 milhões de stream. Em 2022 fundou sua própria gravadora, a Bairro 13. Ainda em 2022, foi indicado ao MTV Millenial Awards e venceu a categoria Beat BR.
Em 2023 interpretou o personagem Hugo na telenovela Vai na Fé, exibida pela TV Globo. No mesmo ano realizou uma turnê pela Europa, apresentando-se em Lisboa (Portugal) e Londres (Inglaterra). No dia 4 de maio de 2023, lançou a versão deluxe do álbum Little Love, com as participações de Oruam, Belo e Anitta.

## Características musicais

### Estilo musical e voz
O gênero musical de Cabelinho é classificado primariamente como trap. Se destacando por misturar o rap e o funk em suas músicas, dois gêneros oriundos da periferia. Ao mesmo tempo que traz a conscientização nas letras, ele também defende o lançamento de músicas mais leves. O MC também já explorou outros gêneros como: R&B, drill e pagode. Quando está no processo de criação, ele cria diversas de músicas. Muitas vezes ele compõe melodias na hora, e depois faz a letra. Ele cantava na igreja, e tem uma noção de tonalidade.
O MC faz o grande uso de auto-tune em suas canções e apresentações ao vivo. 
Existe uma militância dentro de sua carreira artística, não apenas de quebrar paradigmas, mas de levar a cultura do funk para outros patamares. Ao fazer com que a elite quebre o preconceito sobre o gênero. Como um jovem negro que conquistou sua emancipação financeira, através da música e arte, faz com o que as próximas gerações consigam alcançar lugares na sociedade não alcançados.
Conquistando cada dia mais seu espaço na cultura brasileira, MC Cabelinho é uma das maiores vozes atuais responsáveis por quebrar estereótipos moldados por conceitos batidos e medíocres.

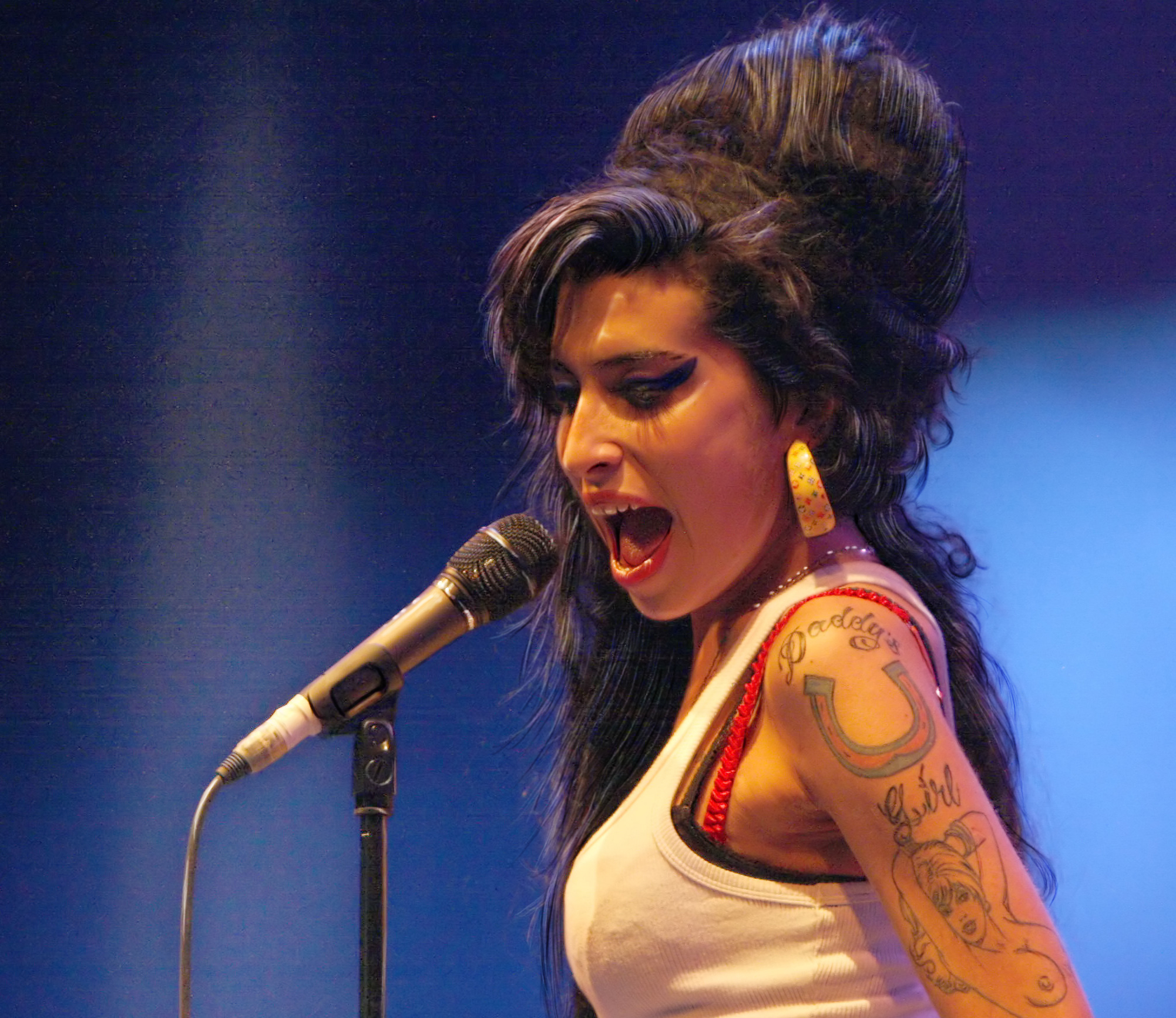
A cantora Amy Winehouse é tida como a maior influência para Cabelinho.

### Influências
Cabelinho tem como principal inspiração artística a cantora inglesa Amy Winehouse, que morreu em 2011. A que dedicou três tatuagens. No antebraço esquerdo, há o rosto de uma Amy adulta e um outro da artista aos cinco anos de idade. Pouco abaixo da orelha esquerda, está escrito “Amy”. 
"A Amy escreveu sobre tudo que ela viveu, tudo que ela falava nas músicas era real. Ela era muito autêntica, é a voz mais original que eu ouvi até hoje. Eu me identifiquei muito com a Amy, ela não tinha vergonha de falar do sentimento dela nas músicas. Acredito até que o 'Little Love' tenha influência dela", diz.— Cabelinho em uma entrevista para O Globo.
Além de Amy Winehouse, o rapper admira grandes astros do trap, como Travis Scott, Quavo e Post Malone.  Além do funkeiro MC Orelha, que sempre ouvia a caminho da escola. Começou a rimar porque queria muito ser igual aos MCs antigos, como o Orelha, o Tikão, o Frank e o Smith.

## Vida pessoal
MC Cabelinho e a atriz Bella Campos, com quem contracena na novela Vai na Fé, estiveram em um relacionamento desde outubro de 2022. Em 29 de agosto de 2023, Bella anunciou o término do relacionamento, após boatos de traição por parte do cantor. "Até o momento estava aguardando um posicionamento público do MC Cabelinho sobre os rumores de traição, mas os homens, de uma forma geral, são isentados desse questionamento, e nós mulheres precisamos sempre nos explicar: se vamos casar, se vamos ter filhos, se vamos nos separar... Então vamos lá: como não tivemos uma mensagem dele falando sobre o ocorrido, eu me proponho a confirmar aqui que não estamos mais namorando em função dos motivos óbvios", escreveu.
MC Cabelinho é praticante de jiu-jitsu, atualmente é faixa branca, inclusive já organizou um evento de jiu-jitsu para atletas de comunidades do Rio de Janeiro. A sua música "ringue da vida" possui tanto em letra como no clipe diversas referências ao jiu-jitsu. O artista é seguidor do candomblé.

## Discografia
- Minha Raiz (2018)
- Ainda (2020)
- LITTLE HAIR (2021)
- LITTLE LOVE (2022)
- LITTLE LOVE (DELUXE) (2023)
- Não Sou Santo Mas Não Sou Bandido (2024)

### EP's
- Coro com Coça (2021)

## Filmografia

### Cinema
| Ano  | Título                | Personagem | Notas     |
| ---- | --------------------- | ---------- | --------- |
| 2025 | Confia: Sonho de Cria | Nando      | Globoplay |

### Televisão
| Ano     | Título                   | Personagem                       | Notas                        |
| ------- | ------------------------ | -------------------------------- | ---------------------------- |
| 2019-21 | Amor de Mãe              | Diogo Barreto (Farula/MC Farula) | [ 36 ] [ 37 ] [ 38 ]         |
| 2022    | Dates, Likes & Ladrilhos | Otávio                           |                              |
| 2023    | Vai na Fé                | Hugo de Oliveira                 | [ 39 ]                       |
| 2023    | Os Outros                | Ele mesmo                        | Episódio: "9"                |
| 2024    | Hoje É Dia das Crianças  | Ele mesmo                        | Especial de dia das crianças |

## Prêmios e indicações
| Ano  | Prêmio                | Categoria         | Indicação                  | Resultado | Ref.          |
| ---- | --------------------- | ----------------- | -------------------------- | --------- | ------------- |
| 2022 | MTV Millennial Awards | Álbum do Ano      | Little Hair – MC Cabelinho | Indicado  | [ 41 ] [ 42 ] |
| 2022 | MTV Millennial Awards | Beat BR           | MC Cabelinho               | Venceu    | [ 41 ] [ 42 ] |
| 2022 | Prêmio Sobre Funk     | Melhor Trapper    | MC Cabelinho               | Venceu    |               |
| 2022 | Potências             | Videoclipe do Ano | Né Segredo – MC Cabelinho  | Venceu    |               |